# Edmo Cominetti
Edmo Cominetti (1889 - 1956) fue un director de cine argentino. Fue pioneros de su país, que comenzó en la época del cine mudo y se mantuvo luego de llegar el sonido, hasta mediados de los años 40.

## Su actividad en el cine
A los 25 años y con bastante experiencia de fotógrafo Cominetti comenzó a trabajar para Atilio Lipizzi, un distribuidor cinematográfico y operador de cámara que también poseía una galería y laboratorio que había logrado en 1916 un gran éxito con la película muda Resaca. Cominetti tuvo un pequeño papel en el filme Federación o muerte de Lipizzi, aprendió fotografía cinematográfica y se interesó en la realización; allí colaboraba también quien sería luego un importante director de cine, José Agustín Ferreyra. 
Posteriormente, en sociedad con su hermano Sóstenes Luis, rodó hacia 1920 el filme Pueblo chico, que fue una especie de ensayo que Cominetti superó en sus producciones posteriores, que fueron Los hijos de naides, donde trabajaba Nelo Cosimi, El matrero (1924) con Arauco Radal y Bajo la mirada de Dios (1926), ambas sobre libro de Manuel Lema Sánchez. Tanto ese filme como el posterior La borrachera del tango (1928) destacaron por su factura y popularidad. Esta última película se basó en una exitosa obra de Elías Alippi y Carlos Schaefer Gallo adaptada por sus propios autores e interpretada por Nedda Francy en su debut fílmico y Antonio Ber Ciani, entre otros. Se trataba de una “revista musical filmada”, un tipo de largometrajes que en esa etapa de transición del mudo al sonoro se producían para ser exhibidos en los cines como complemento. En ellas alternaban números populares (interpretación folclórica, malambo, tango) con una trama sencilla. Dicha película trataba el conflicto desencadenado en el seno de una familia burguesa de Buenos Aires entre uno de los hijos, un arrabalero que deambula por los cabarets de la ciudad, y su contrafigura, otro hijo que es un promisorio ingeniero orgullo de la familia.
Luego dirigió El adiós del unitario (1929), un cortometraje protagonizado por Nedda Francy y Miguel Faust Rocha que contiene la primera escena hablada del cine argentino. La Vía de oro, que dirigió en 1931 supervisado por Arturo S. Mom, quien era el autor del guion, fue una de las primeras experiencias en la sonorización con discos y narra un enfrentamiento en el Paraná entre contrabandistas de seda y efectivos de la Prefectura General Marítima.
En 1940 dirigió Azahares rojos con el debut cinematográfico de la popular actriz de radioteatro Mecha Caus acompañada por Antuco Telesca sobre una muchacha porteña casada en la época de Rosas con un joven opositor —luego supuestamente asesinado— que debe luchar contra las habladurías cuando nace su hijo. A propósito de ella dijo el crítico Roland que «el cine de Cominetti es un cine viejo, pero no envejecido. Utiliza bajo el amparo de una técnica moderna, los mismos recursos de la época muda.» Sobre Así te quiero dirigida en 1942 por Cominetti,  con Tito Lusiardo, Carlos Morganti y Ángeles Martínez dijo la crónica de La Nación: «Infortunado experimento local de comedia lunática… Escorias y fragmentos de modesto teatro por secciones, muy antiguos y abolidos chascarrillos, retruécanos que alguna vez gozaron de cierto favor en los sectores menos exigentes del público». Su última relación con el cine fue en 1947 cuando dirigió las escenas de exterior de Cumbres de hidalguía del director Julio Saraceni
Se ha observado que la trama de tres filmes de Cominetti contienen vínculos amorosos de connotaciones directa o indirectamente incestuosas. Ello es visible en La borrachera del tango (1928), donde la protagonista, adoptada, ha convivido con el héroe como si fueran hermanos y en Bajo la mirada de Dios (1926); y se vuelve explícito en Destinos o Romance estudiantil (1929), «un filme que avanza de la comedia al melodrama, y al que Peña define –por su calidad formal y sus imaginativos recursos narrativos, que incluyen travellings elaborados, exteriores, dibujos, y atmosféricas tomas nocturnas– como a la altura del mejor cine alemán de su época».

## Filmografía
Director
- Así te quiero (1942)
- Azahares rojos (1940)
- Papá Chirola (1937)
- La vía de oro (1931)
- El amanecer de una raza (1931)
- Destinos (1929)
- Mosaico criollo (cortometraje, 1929)
- El adiós del unitario (cortometraje, 1929)
- La borrachera del tango (1928)
- Bajo la mirada de Dios (1926)
- El matrero (1924)
- Los hijos de naides (1921)
- Pueblo chico (1920)

Guionista
- Azahares rojos (1940)

Productor
- La borrachera del tango (1928)

Dirección en exteriores
- Cumbres de hidalguía (1947)

Jefe de Producción
- El muerto falta a la cita (1944)